# Matija Korvin
Matija Korvin, poznat i kao Matijaš (Kolozsvár, 23. veljače 1443. – Beč, 6. travnja 1490.), hrvatsko-ugarski kralj (1458. – 1490.), protukralj Češke (1469. – 1490.). Osvojio je dio habsburških nasljednih zemalja, kojima je vladao iz Beča s naslovom austrijskog vojvode (1485. – 1490.). Bio je jedan od najznačajnijih ugarskih i hrvatskih vladara te posljednji koji je uspješno oslabio moć velikaša i ojačao središnju kraljevsku vlast. Iako su mu pozornost odvlačili vlastiti interesi na Zapadu i sukobi s njemačkim carem Fridrikom III. (1440. – 1493.) i češkim kraljem Vladislavom (1471. – 1516.), zaslužan je za usporavanje osmanlijskog napredovanja na zapad, što je postigao osnivanjem obrambenih teritorijalnih jedinica na istoku kraljevstva. Bio je pokrovitelj umjetnosti i kulture i njegov dvor je bio središte okupljanja i djelovanja najistaknutijih književnih i likovnih stvaratelja humanističkog perioda. Umro je bez legitimnog nasljednika, a u narodnoj predaju je ostao upamćen kao velik i pravedan vladar.

## Životopis

### Podrijetlo i uspon na vlast
Bio je sin erdeljskog vojvode Jánosa Hunyadija († 1456.) i Elizabete Szilágyi († 1483.). Otac mu je bio jedan od najznačajnijih ugarskih vojnih zapovjednika 15. stoljeća i borac protiv Turaka, koji je stekao veliki ugled među mađarskim plemstvom. Nazvan je Corvinus prema gavranu (lat. corvus) kojega je imao u grbu. Matijašev otac, vojvoda Janko je proglašen 1452. godine gubernatorom kraljevstva s velikim ovlastima, nakon što je Fridrik III., skrbnik novog kralja, maloljetnog Ladislava V. odbio ga predati Mađarima da ga okrune za kralja. Već sljedeće godine, izabran je Matijin stariji brat Ladislav za hrvatsko-dalmatinskog bana. Iste godine je kralj Ladislav V. preuzeo vladarske dužnosti, na što se Janko odrekao gubernatorskog naslova i ovlasti i postao vrhovni zapovjednik vojske.
Godine 1454. otpočeo je Janko Hunjadi rat protiv Osmanlija, kao odgovor na osmansko osvajanje Carigrada godinu dana ranije. Vojna kampanja nije bila uspješna, zbog čega je, uz pomoć pape Nikole V. (1447. – 1455.) organizirao križarsku vojnu. Na to je sultan Mehmed II. Osvajač napao 1456. godine strateški važan Beograd. U to vrijeme zavadili su se Matijin brat Ladislav i knez Ulrik II. Celjski, skrbnik mladog kralja Ladislava V., oko vlasti nad Hrvatskom. Sukob među njima završio je tako što je Ladislav Hunjadi dao pogubiti Ulrika, koji je bio posljednji muški član obitelji Celjskih. Međutim, kralj Ladislav V. se osvetio za smrt svog rođaka i odgojitelja, tako što je dao zarobiti Ladislava Hunjadija i njegova mlađeg brata Matiju. Godine 1457. dao je pogubiti Ladislava, a Matiju je odveo kao sužnja u Prag. Osam mjeseci kasnije, kralj je umro te je Matija bio oslobođen. Zbog velikog pritiska nižeg plemstva koje je, zbog zasluga Matijina oca Janka, bilo na strani Hunadijevaca, velikaši su pristali izabrati Matiju za novog hrvatsko-ugarskog kralja.

### Učvršćivanje vlasti i reforme
Budući da je po prezimanju prijestolja bio maloljetnik, izabran je njegov ujak Mihovil Szilágyi za gubernatora na pet godina. Međutim, mladi je Matija odmah pokazivao veliku odlučnost i snagu, da se doskora oslobodio tutorstva i zavladao samostalno. Kao kralj uspio je ostvariti apsolutnu monarhiju oslanjajući se na srednje i niže plemstvo, svećenstvo i gradove te je na taj način uspio slomiti samovolju velikaških obitelji, obnoviti kraljevski autoritet i uspostaviti čvrstu središnju vlast. Proveo je brojne reforme, koje su mu omogućile porast državnih prihoda i jačanje vojne moći. Prvo je 1467. godine izvršio financijsku i poreznu reformu, ukidajući posebne privilegije velikim posjednicima, a potom je reorganizirao državnu blagajnu, koja je počela redovito prikkupljati izvanredne poreze, koji su se plaćali u vremenima ugroze. Tim postupkom je napunio državnu blagajnu, ali su visoki porezi najviše opteretili seljaštvo. Nastojao je rješiti feudalnu anarhiju, štitio je trgovce, manje posjednike i seljake i izgrađivao je središnji upravljački sustav tako što je proširio ovlasti kancelara, kraljevskih tajnika i drugih dužnosnika. Uredio je i zakone, tako što je 1486. godine započeo kodifikaciju prava. Sve reforme su provedene s ciljem jačanja kraljevske vlasti i stabilnosti države i radi jačanja vojne sile, koja je bila potrebna u vremenu kada je Osmansko Carstvo došlo pred istočne granice kraljevstva.
Reforme kralja Matije Korvina su izazvale nezadovoljstvo među istaknutim velikašima, koji su se urotili protiv kralja. Vođe urote bili su Ladislav Gorjanski, Nikola Iločki i kraljev ujak Mihovil Szilágyi, koji su ponudili prijestolje krunu Ugarske i Hrvatske njemačkom caru Fridriku III. Međutim, Fridrik III. nije reagirao brzo i odlučno, što je dalo priliku Matiji da se izimiri s nezadovoljnicima, a naposljetku i s Fridrikom, koji je vratio Matiji krunu sv. Stjepana, koja se otprije nalazila u Beču. Također, dogovoreno je 24. srpnja 1463. godine da će Ugarsku i Hrvatsku naslijediti Fridrik III. ili neki od njegovih sinova, ako kralj Matija ne ostavi zakonita sina. Po primitku kraljevske krune, Matija se 29. ožujka 1463. godine svečano okrunio za kralja.

### Prilike u Hrvatskoj
Hrvatska je u vremenu prije Matijinog stupanja na prijestolje zapala u feudalnu anarhiju, zbog brojinih sukoba među feudalnim obiteljima, koje su se međusobno borile za vlast na području Hrvatske. U to doba Hrvatsku su nastojali podvrgnuti svojoj vlasti Celjski grofovi, koji su izumrli 1456. godine, a dijelove teritorija pokušavali su oteti bosanski kralj Stjepan Tomaš, herceg Stjepan Vukčić i Mletačka Republika. Kralj Matija je postavio Pavla Špirančića za hrvatsko-dalmatinskog bana, koji je jedva uspio spasiti utvrdu Klis.
Poslije pada Bosne pod osmansku vlast 1463. godine, Turci su počeli sve više provaljivati u Hrvatsku, a naročito su stradali krajevi Like, Krbave i prostor sjeverne Dalmacije, iako su Turci prodirali sve do Senja, ali i do južne Kranjske. Najveći problem bio je u tome što je kralj Matija bio zaokupljen u ratu za češku baštinu pa nije vodio računa o Hrvatskoj, i općenito o istočnim granicama kraljevstva, zbog čega su pojedini hrvatski velikaši tražili pomoć Venecije i njemačkog cara Fridrika III. Habsbrurgovca. Kada je kralj Matija doznao za te dogovore poslao je u Hrvatsku kapetana Blaža Podmanickog, koji je 1469. godine oteto Frankapanima grad Senj, kako bi spriječio Veneciju da ga prisvoji. Zbog toga je nastao sukob između kralja Matije i Frankapana, koji se još povećao kada je kralj oduzeo Frankapanima čitavo primorje od Trsata do Senja i Vinodol. Na to su Frankapani napali s Krka obalne gradove, a Blaž Podmanicki je izvršio napad na otok Krk, zbog čega ga je Ivan VII. Frankapan predao Mlečanima, 1480. godine, čime su Frankapani bili potisnuti od mora, a Hrvatska je izgubila svoj posljednji otok.

### Stvaranje obrambenog sustava prema Osmanskom Carstvu
Nakon pada Bosne u lipnju 1463. godine, kralj Matija je počeo pripremati vojsku, koja je krenula na jesen iste godine u oslobođenje Bosne od osmanske vlasti. Na sam Božić iste godine, nakon dulje opsade, oslobodio je Jajce, a sljedećih je godina zauzeo čitavu sjevernu Bosnu i organizirao Jajačku i Srebreničku banovinu, otežavši time Osmanlijama prodor u slavenske zemlje. Jajačka banovina protezala se porječjem rijeke Vrbas i imala je središte u Jajcu, dok se Srebrenička banovina nalazila između donjeg tok rijeke Bosne i Drine pa Save i planine Majevice, sa središtem u gradu Srebreniku. Zadatak Jajačke banovine bio je sprječavati prodor Osmanlija na teritorij Hrvatske, a Srebreničke zaustavljanje tih prodora u Slavoniju i južnu Ugarsku.
Godine 1471. pao je Počitelj na Neretvi u turske ruke, nakon čega je pala čitava zemlja između Cetine i Neretve, izuuzev primorja. Kako bi podigao sposobnost obrane istočnih granica, kralj Matija je 1472. godine imenovao kneza Nikolu Iločkog za bosanskog kralja (1472. – 1477.) i ujedno ga imenovao hrvatskim i slavonskim banom i upraviteljem Vranskog priorata. Međutim, Nikola Iločki nije ostvario očekivani uspjeh u Bosni. Kako bi osigurao funkcioniranje vojne obrane u turbulentnim vremenima, kralj Matija je 1477. godine podijelio hrvatskom kraljevstvu privilegij da samo sebi bira na saboru posebnog zapovjednika vojske, kapetana kraljevstva, koji nije morao biti ban. Godine 1480. kralj Matija je provalio s vojskom u Bosnu i dopro do Vrhbosne, no taj je uspjeh bio tek privremen, jer su Turci dvije godine kasnije osvojili zadnje dijelove Hercegovine.
Kralj Matija je još 1469. godine osnovao Senjsku kapetaniju na područjima koja je oduzeo Frankopanima, koja je, zajedno s Jajačkom i Srebreničkom banovinu, činila velik obrambeni sustav, koji se protezao od Beograda do Senja, i koji je, djelom, činio prvotnu jezgru nastanka i razvoja kasnijeg obrambenog sustava, Vojne krajine.

### Rat za češku krunu i protiv Austrije
Poslije smrti Alberta II. Habsburgovca, 1439. godine, češko plemstvo nije priznalo nasljedno pravo njegova sina Ladislava, koji je rođen nakon očeve smrti. Pravo na krunu priznato mu je tek 1453., ali umro je već 1457. godine, nakon čega je prekinuta personalna unija između Ugarske i Češke, jer je češko plemstvo izabralo njegova regenta Jurja Podjebradskog za novog kralja. Kralj Juraj je bio član husitski orijentirane češke feudalne obitelji. Prije krunidbe obećao je rimskom papi Kalistu III. (1455. – 1458.) da će dati povlastice katolicima u Češkoj. Novi papa Pio II. (1458. – 1464.) prozvao je Jurja da nije ispunio dano obećanje, dok je njegov nasljednik, Pavao II. (1464. – 1471.) izopćio Jurja iz Crkve kao krivovjernika i 1465. godine poveo križarsku vojnu protiv njega. Taj događaj dao je kralju Matiji povod da napadne Češku i prisvoji češku krunu za sebe, no Juraj se uspio obraniti od vojne koalcije na čelu s kraljem Matijom. Poslije smrti Jurja Podjebradskog 1471. godine, većina čeških velikaša izabrala je poljskog kraljevića Vladislava Jagelovića za češkog kralja. Zbog prekomjernog angažiranja u vojnim poduhvatima, izbila je nova pobuna protiv kralja Matije, koju je on opet uspio skršiti, već u samom začetku, nakon čega je postigao dogovor i s Vladislavom, kojega je priznao češkim kraljem, a zauzvrat je Matija dobio pravo da zadrži naslov češkog kralja i doživotnu upravu nad Moravskom, Šleskom i Lužicom.
Osim vojnog angažmana u Češkoj, kralj Matija je između 1485. i 1486. bio zaokupljen i ratom protiv njemačkog cara Fridrika III., koji je završio s uspjehom, tako što je osvojio dio Austrije i grad Beč, kamo je premjestio sjedište svoje vladavine, a ujedno se okitio i titulom austrijskog vojvode. Obje vojne kampanje koje je vodio na zapadu, na prostoru Središnje Europe, umanjile su njegovu sposobnost da se pozabavi mnogo većim političko-vojnim problemima na istoku zemlje, zbog čega je ponajviše patila obrana Hrvatske od Osmanlija.

### Zadnje godine vladavine
Potkraj života, kralj Matija je nastojao osigurati nasljedstvo svom nezakonitom sinu Ivanu, kojemu je dao ime Korvin i brojna imanja te čast kraljevića na dvoru. Ujedno predao mu je naslov hrvatskog hercega i vlast nad Hrvatskom, kao i naslov hrvatskog bana. Također, natjerao je velikaše i slobodne kraljevske gradove da mu polože prisegu, kojom se obvezuju da će po njegovoj smrti izabrati njegova sina za novog kralja. Usprkos svim tim poduzetim mjerama, nakon Matijine smrti izabran je drugi vladar.

## Obitelj
Godine 1455. oženio se maloljetnom groficom Elizabetom Celjskom, koja je umrla iste godine. Njegova druga supruga bila je Katarina Podjebradska, kći češkog kralja Jurja Podjebradskog, koja je umrla 1464. godine pri porodu, zajedno s djetetom. Za treću ženu je imao napuljsku princezu Beatrice, koja mu također nije dala potomka, pa je kralj Matijaš nastojao proglasiti prijestolonasljednikom, prije smrti, svog nezakonitog sina Ivana, što je onemogućila kraljica Beatrica.

## Kulturni značaj
Istaknuo se kao zaštitnik umjetnosti. Njegov dvor u Beču je bio okupljalište brojnih humanista, među kojima su se isticali Ivana Viteza od Sredne i Ivana Česmičkog (Janusa Pannoniusa), a bio je i mjesto okupljanja renesansnih umjetnika, poput Ivana Duknovića i Feliksa Petančića. Godine 1479. počeo je izgradnju zgrada u renesansnom stilu u Budimu i Višegradu.
Bio je učen vladar, koji je poklanjao pažnju čitanju i cijenio knjige, stoga je utemeljio "Bibliothecu Corvinianu" u Budimu, knjižnicu u kojoj su bila pohranjena najznamenitija djela humanističkih znanosti u kojoj je od 1471. do 1490. godine prikupljeno oko 5.000 naslova iz svih znanstvenih područja.
Ostao je u dobrom sjećanju u narodu, što se očitovalu u uzrečici – "Pokle dobri kralj Matijaš spi, nikakve pravice ni!"

## Ime
Na mađarskom je poznat kao Hunyadi Mátyás ili Corvin Mátyás, na hrvatskom, srpskom i slovenskom: Matija Korvin (ponekad na slovenskom i hrvatskom također kao kralj Matjaž, odnosno dobri kralj Matijaš), rumunjski: Matei (te ponekad i Mateiaş) Corvin, slovački: Matej Korvín, češki: Matyáš Korvín, poljski: Maciej Korwin, latinski: Matthias Corvinus.

## Galerija
- Manó Kogutowicz (1851. – 1908.): Hrvatsko-Ugarska za Matije Korvina. Zemljovid na mađarskom.
- Europa pretkraj vladanja Matije Korvina. Zemljovid na mađarskom.
- Zlatni pečat Matije Korvina
- Zastava kralja Matije
- Povelja Kralja Matije
- Forinte kralja Matije Korvina

## Vanjske poveznice
|  | Zajednički poslužitelj ima još gradiva o temi Matija Korvin |

- Matija Korvin Hrvatska enciklopedija
- Matija Korvin Proleksis enciklopedija
- Matija, ugarski kralj Britannica (engl.)
- Matija Korvin Ugarski – newworldencyclopedia.org (engl.)
- Bibliotheca Corviniana Digitalis – Državna knjižnica, Mađarska
- Karta Europe 1500.

| Prethodnik:                          | Hrvatsko-ugarski kralj (1458. – 1490.) | Nasljednik:                   |
| Ladislav V. Posmrtni (1444. – 1457.) | Hrvatsko-ugarski kralj (1458. – 1490.) | Vladislav II. (1490. – 1516.) |